# Vron
Vron – miejscowość i gmina we Francji, w regionie Hauts-de-France, w departamencie Somma.
Według danych na rok 2011 gminę zamieszkiwały 852 osoby, a gęstość zaludnienia wynosiła 41 osób/km² (wśród 2293 gmin Pikardii Vron plasuje się na 393. miejscu pod względem liczby ludności, natomiast pod względem powierzchni na miejscu 72.).